# Biebosch

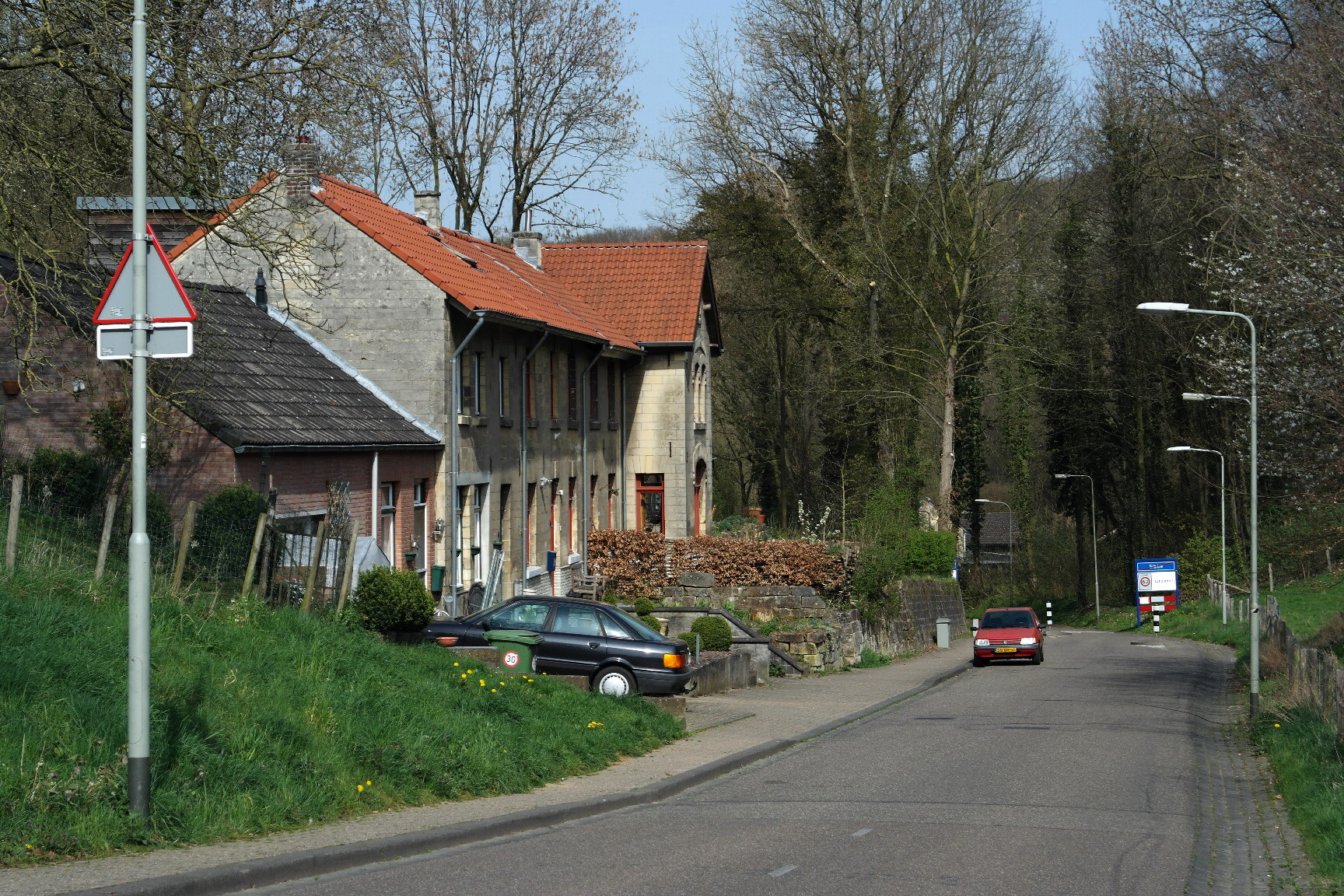
De Bergstraat in Sibbe. Hier begint de Sibbergrubbe en het Biebosch

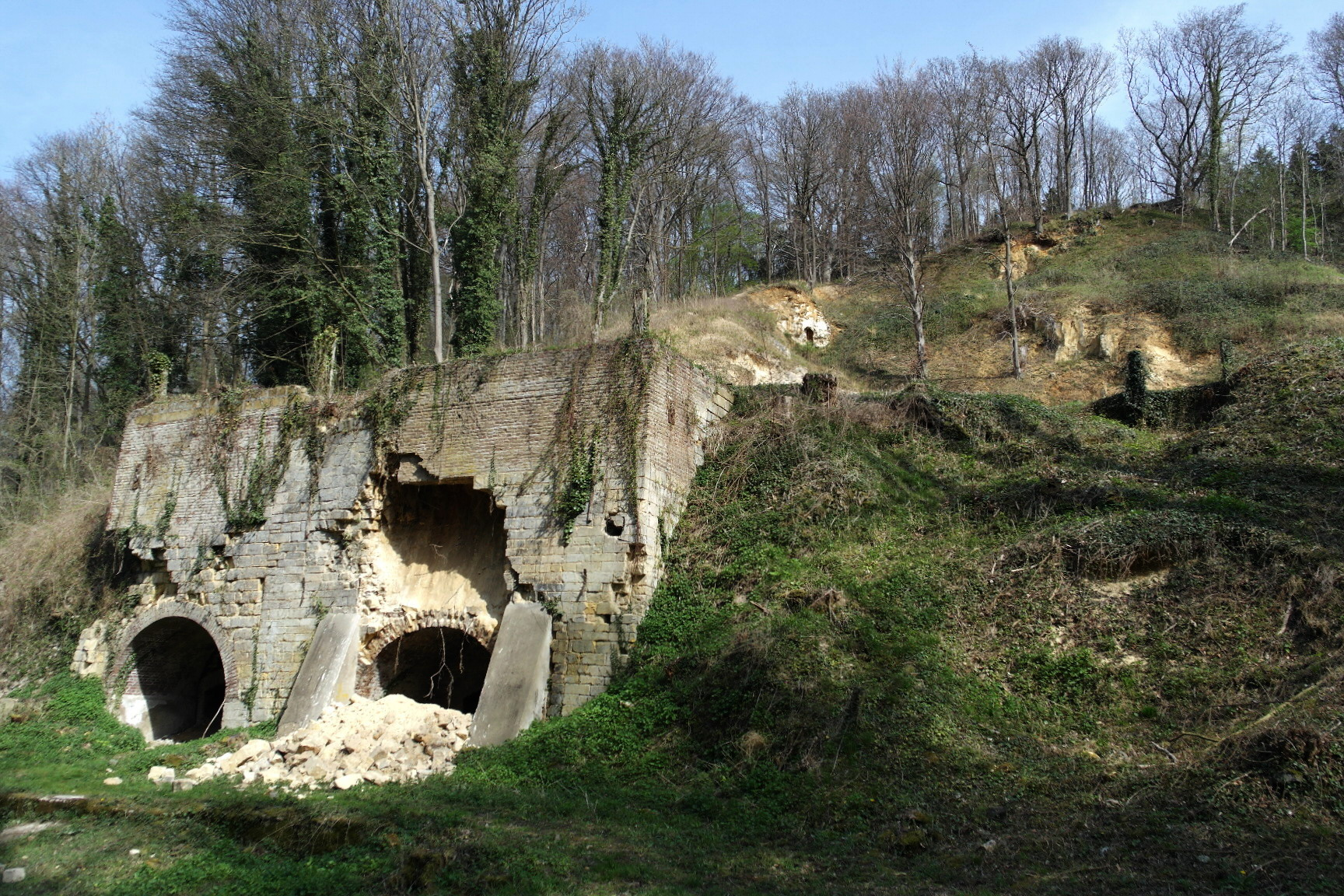
Kalksteenformatie en Kalkoven Biebosch bij Sibbe

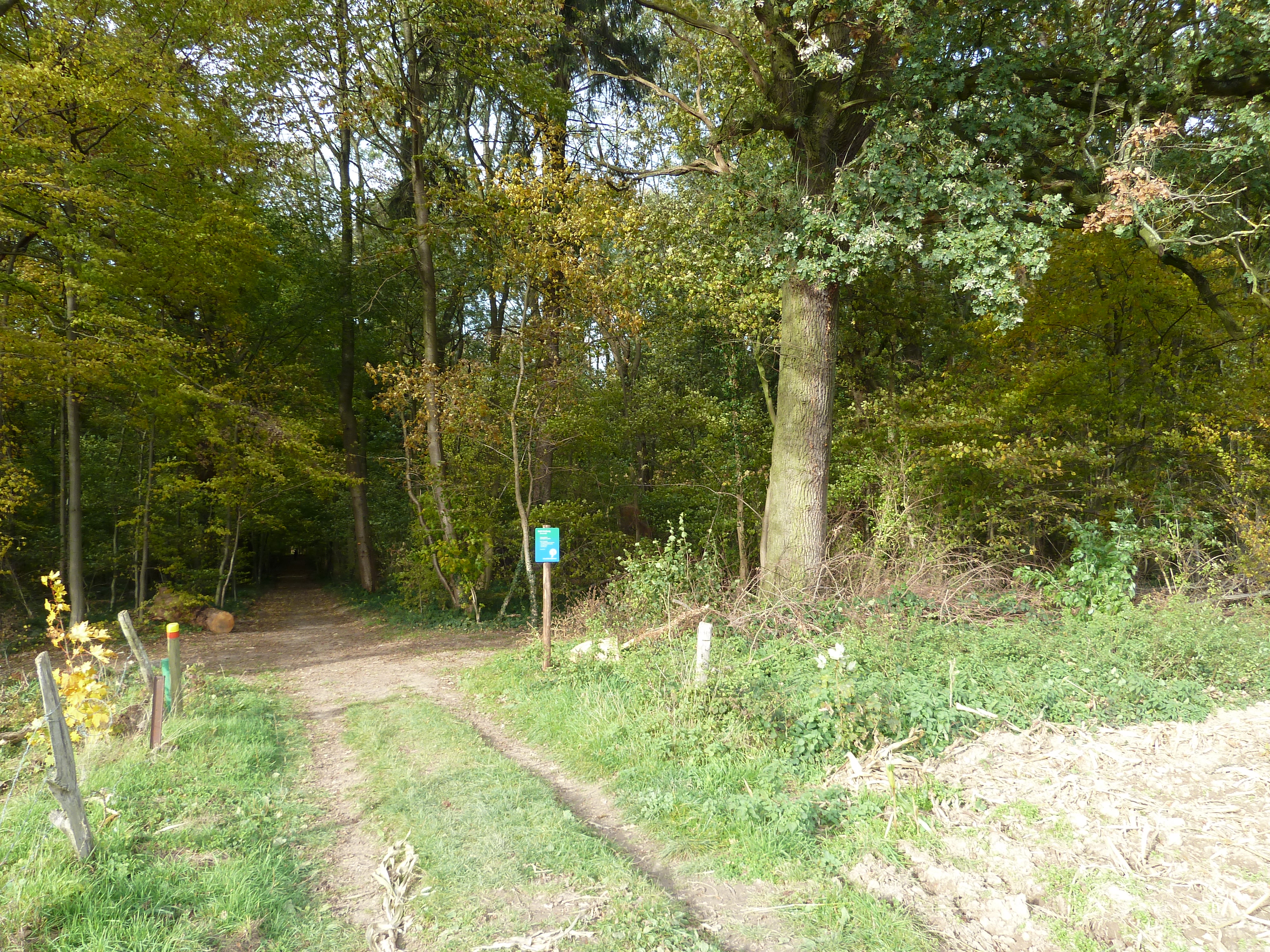
De Heidebergweg in het Biebosch

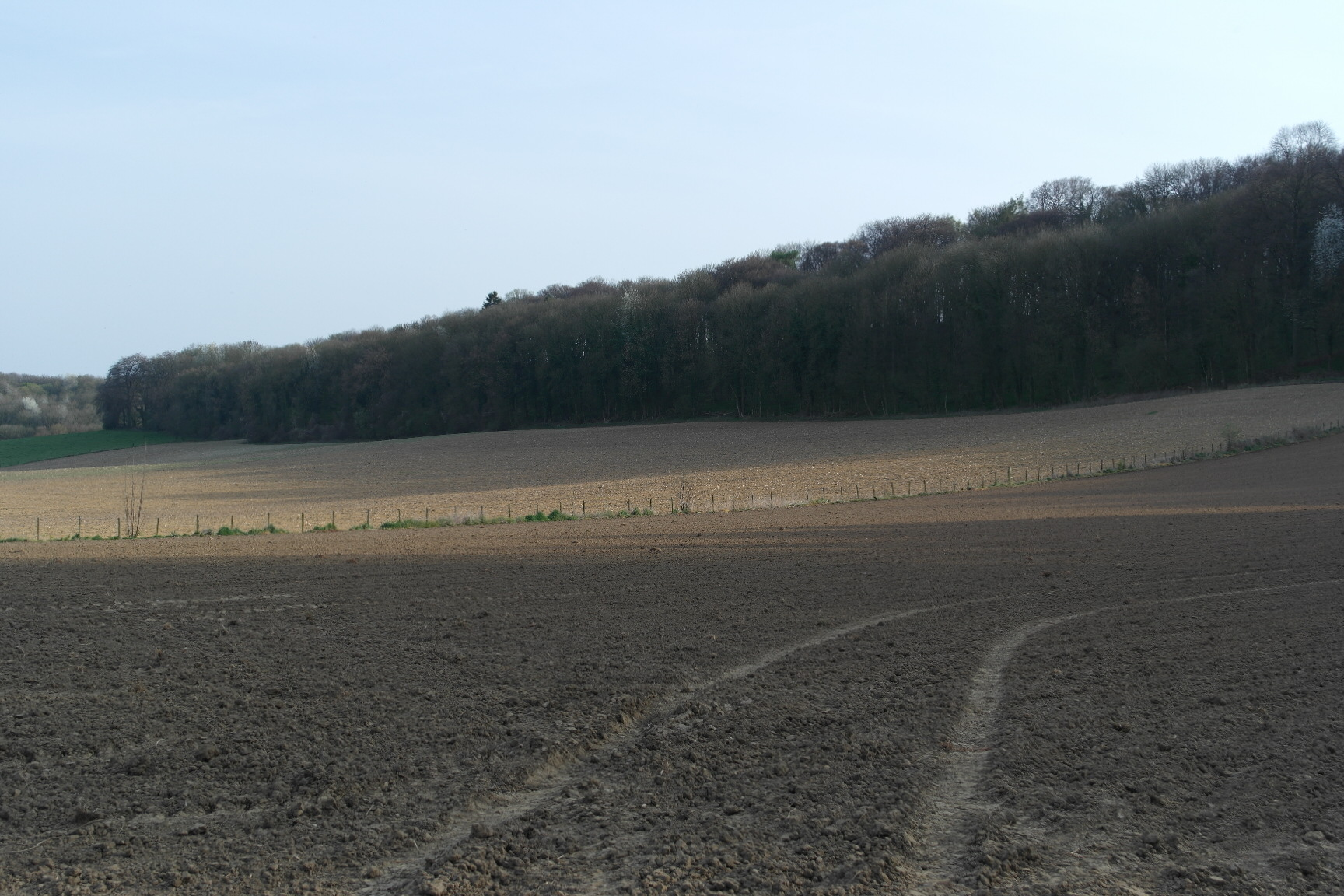
Het Biebosch vanaf de Oud-Valkenburgerweg

Het Biebosch (niet te verwarren met Biesbosch) is een hellingbos met een grote natuurhistorische en cultuurhistorische waarde in de Nederlandse gemeente Valkenburg aan de Geul.

## Ligging
Het Biebosch ligt op de noordelijke rand van het plateau van Margraten, waar het plateau overgaat in de zuidhelling van het Geuldal. Het bos wordt aan de noordzijde begrensd door de provinciale weg 595 en het dorp Oud-Valkenburg, en aan de zuidzijde door de dorpen Sibbe en IJzeren. Aan de westkant ligt de Sibbergrubbe, een holle weg die van Valkenburg omhoog voert naar Sibbe. Aan de andere zijde van de Sibbergrubbe ligt de Heunsberg. Aan de oostkant gaat het Biebosch vrijwel ongemerkt over in het Sint-Jansbosch. Aan de overzijde van het Geuldal ligt op de noordhelling het Schaelsbergerbos.

## Natuurhistorische waarde
Het Biebosch is een waardevol loofbos met een dichte begroeiing van loofbomen (veel eiken en beuken) en bodembedekkende planten (onder andere mossen, varens, klimop, maagdenpalm, bosanemoon, daslook, lelietje-van-dalen, salomonszegel, aronskelk en sleutelbloem). Als onderdeel van het Geuldal is het een Europees beschermd Natura 2000-gebied (nummer 157). De fietsvariant van de toeristische Mergellandroute voert via de Sibbergrubbe langs het Biebosch. In het bos zijn diverse wandelroutes uitgezet, gemarkeerd door paaltjes. Op enkele plekken zijn langs de onverharde paden rustbanken en afvalbakken neergezet, soms met panoramisch uitzicht over het Geuldal.

## Cultuurhistorische waarde
Onder het Biebosch bevinden zich de restanten van wat waarschijnlijk de oudste mergelgroeve van Nederland is, de Vallenberggroeve, die van de 12e tot de 16e eeuw in gebruik was. Niet ver daarvandaan is de hoofdingang van de Sibbergroeve, de enige nog in bedrijf zijnde mergelgroeve in Limburg.
In het bos bevindt zich tevens de kalkoven Biebosch, waar vroeger lokale mergel werd verbrand tot ongebluste kalk (CaO).

### Groeves
In het Biebosch liggen verschillende groeves, te weten:
- Bieboschgroeve
- Canadasbergske
- Gewandgroeve I
- Gewandgroeve II
- Groeve in de Grindkuil
- Heiberggroeve
- Groeve aan de Heide
- Ingvarsputje
- Groeve Pruus Karel I
- Groeve Pruus Karel II
- Groeve Pruus Karel III
- Sansovet
- Sint-Jansboschheidegroeve
- Groeve van de Verdwenen Honden
- Vallenberggroeve
- Vuursteenmijnen Biebosch

### Vuursteenvondst
In 1970 werden door de Rijks Geologische Dienst te Heerlen restanten van vuursteenwinning gevonden in het Biebosch en op de tegenoverliggende helling, vlak bij de Sibbergrubbe. Behalve vuursteenafslagen werden ook enkele halffabricaten van grote bijlen gevonden. Op basis van de vondsten en mede gezien de in ruime mate aanwezige en gemakkelijk te exploiteren hellingafzettingen, ging men ervan uit dat hier slechts vuursteen in dagbouw werd gewonnen, dat ter plekke werd bewerkt.
In 1990 vond onder leiding van Fred Brounen van het Instituut voor Prehistorie van de Universiteit Leiden een veldverkenning en opgraving plaats, die bedoeld was om meer inzicht te krijgen in de vuursteenwinning. Als onderzoeksterrein werd het Biebosch gekozen, waar men alle vuursteenafslagen en ander prehistorisch productieafval in kaart bracht. In prehistorische afvalputten werden grote aantallen vuurstenen vuistbijlen met ingekerfde profielen (Kerbschlägel) en werktuigen voor vuursteenwinning gevonden. Ook ontdekte men in het gebied een mardel (een ondiepe mijn met een brede schacht en nisvormige galerijen) met een doorgang naar een andere mijn, waaruit geconcludeerd kon worden dat hier, naast dagbouw, ook winning van vuursteen in ondergrondse mijnen had plaatsgevonden. In de mijn werden ook sporen van een vuurtje aangetroffen in de vorm van houtskool, dat gedateerd kon worden op 3280 - 2780 v. Chr.
In 1992 werden niet ver hiervandaan de vuursteenmijnen van Valkenburg ontdekt, waarna het onderzoek zich van het Biebosch naar de Plenkertstraat verplaatste.